# Lāseh Golān
Lāseh Golān (persiska: لاسه گلان) är en ort i Iran.   Den ligger i provinsen Västazarbaijan, i den nordvästra delen av landet, 500 km väster om huvudstaden Teheran. Lāseh Golān ligger 1 407 meter över havet och antalet invånare är 115.
Terrängen runt Lāseh Golān är huvudsakligen kuperad, men åt sydost är den platt. Lāseh Golān ligger nere i en dal. Runt Lāseh Golān är det ganska tätbefolkat, med 60 invånare per kvadratkilometer. Närmaste större samhälle är Qarah Gūyoz, 10,9 km öster om Lāseh Golān. Trakten runt Lāseh Golān består i huvudsak av gräsmarker.